# Lorenz Liechti
Lorenz Liechti (1975) es un deportista suizo que compitió en natación. Ganó una medalla de bronce en el Campeonato Europeo de Natación en Piscina Corta de 2003, en la prueba de 4 × 50 m estilos.

## Palmarés internacional
| Campeonato Mundial en Piscina Corta | Campeonato Mundial en Piscina Corta | Campeonato Mundial en Piscina Corta | Campeonato Mundial en Piscina Corta |
| Año                                 | Lugar                               | Medalla                             | Prueba                              |
| ----------------------------------- | ----------------------------------- | ----------------------------------- | ----------------------------------- |
| 2003                                | Dublín (Irlanda)                    | Medalla de bronce                   | 4 × 50 m estilos                    |